# میلان اوبرادوویچ
میلان اوبرادوویچ (سیریلیک صربی: Милан Обрадовић؛ زادهٔ ۳ اوت ۱۹۷۷) بازیکن سابق و مربی فوتبال اهل صربستان است.
از باشگاه‌هایی که در آن بازی کرده‌است می‌توان به باشگاه فوتبال متالیست خارکوف، باشگاه فوتبال بئوگراد، باشگاه فوتبال آرسنال کی‌یف، باشگاه فوتبال لوکوموتیو مسکو، باشگاه فوتبال بروسیا مونشن‌گلادباخ، و باشگاه فوتبال پارتیزان اشاره کرد.
وی همچنین در تیم‌های ملی فوتبال زیر ۲۱ سال صربستان، یوفا، و صربستان و مونته‌نگرو بازی کرده‌است.